# Вермланд (лен)

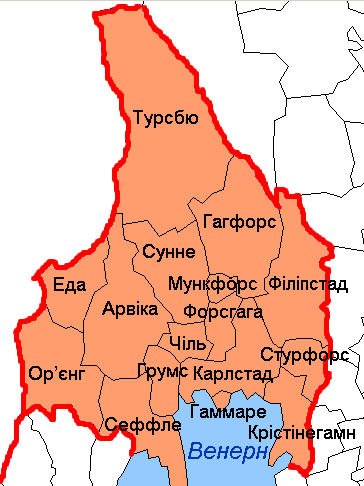
Комуни лену Вермланд

Вермланд (швед. Värmlands län) — лен, розташований у західній Швеції, в ландскапі (провінції) Вермланд. Межує з ленами Даларна, Вестра-Йоталанд і Еребру. Центральне місто — Карлстад.
До 1779 року лен називався Нерке та Вермланд.

## Адміністративний поділ
Адміністративно лен Вермланд поділяється на 16 комун:
1. Комуна Арвіка (Arvika kommun)
2. Комуна Гагфорс (Hagfors kommun)
3. Комуна Гаммаре (Hammarö kommun)
4. Комуна Грумс (Grums kommun)
5. Комуна Еда (Eda kommun)
6. Комуна Карлстад (Karlstads kommun)
7. Комуна Крістінегамн (Kristinehamns kommun)
8. Комуна Мункфорс (Munkfors kommun)
9. Комуна Ор'єнг (Årjängs kommun)
10. Комуна Сеффле (Säffle kommun)
11. Комуна Стурфорс (Storfors kommun)
12. Комуна Сунне (Sunne kommun)
13. Комуна Турсбю (Torsby kommun)
14. Комуна Філіпстад (Filipstads kommun)
15. Комуна Форсгага (Forshaga kommun)
16. Комуна Чиль (Kils kommun)